# Kristinia DeBarge
Kristinia DeBarge (Pasadena, 8 marzo 1990) è una cantautrice statunitense.
Ha debuttato nel 2003 con la partecipazione ad American Juniors, talent show statunitense. Nel 2009 ha firmato un contratto discografico che le ha permesso di pubblicare il suo album di debutto, Exposed, di discreto successo negli Stati Uniti.

## Biografia
Figlia di James DeBarge, ha iniziato a cantare a tre anni, per poi cominciare in modo serio a interessarsi e a studiare canto a dodici anni. Nel 2003 ha partecipato allo spin-off del noto talent show statunitense American Idol, American Juniors.
Ha tuttavia raggiunto la fama nel 2009, dopo aver firmato un contratto con l'etichetta discografica Island Records, e ha pubblicato il suo album di debutto, Exposed per la Def Jam, affiliata della Island. Il disco ha raggiunto la posizione numero ventitré della Billboard 200, la classifica statunitense dei dischi più venduti. Il suo singolo di maggiore successo è stato Goodbye, giunto alla posizione numero quindici della statunitense Billboard Hot 100 ma riscuotendo un discreto successo di vendite anche in Canada, Svezia e Paesi Bassi. Successivamente sono stati pubblicati come singoli anche i brani Sabotage e Future Love, che tuttavia non sono entrati in alcuna classifica. Nel 2009 ha aperto da agosto a settembre il tour di Britney Spears, il The Circus: Starring Britney Spears.
Dopo il discreto successo del primo disco, è stata annunciata la pubblicazione di un secondo album, in fase di preparazione.
La cantante è stata influenzata da artisti come Janet Jackson, Mariah Carey, Britney Spears, Nancy Wilson, Minnie Ripperton, Aaliyah ed anche da suo padre James DeBarge.

## Discografia

### Album
- 2009 - Exposed
- 2013 - Young & Restless

### EP
- 2016 - Thinkin Out Loud
- 2016 - Peaceful Understanding

## Singoli
- 2009 - Goodbye
- 2009 - Future Love
- 2009 - Sabotage
- 2012 - Cry Wolf
- 2013 - Ignite
- 2013 - Higher
- 2016 - Fadeout (feat. Iamsu!)
- 2017 - Crystal Ball
- 2017 - Pink Love

## Filmografia
- School Gyrls (2009) - se stessa
- Turn the Beat Around (2010) - se stessa
- The Lot (2011)
- Christmas in Compton (2012)
- School Dance (2013)